# 竹柏
竹柏（學名：Nageia nagi），別名南攻竹柏、臺灣竹柏、恆春竹柏、山杉、竹葉柏。葉脈平行似竹葉而得名，材質似杉木，故有山杉之稱。竹柏是有名的景觀樹與行道樹種，為常綠喬木，高可達20米，病蟲害為橙帶藍尺蛾。

## 特徵
樹幹通直，高可達30公尺，樹皮黑褐色，光滑，外皮常片狀剝落，樹枝斜上昇或水平開展。
葉卵狀披針形，單葉，對生或近似對生，長3至9公分，寬0.8至2.5公分，葉面革質光滑，質地厚，表面濃綠色，背面淡綠色，有多條平行细葉脈，無中脈，葉揉碎後有番石榴氣味。雌雄異株；雄花毬葇荑狀，雌花單生於葉腋。
種子球形，直徑約1至1.5公分，種子表面微帶白粉狀，外種皮青藍色，成熟後轉深紫色。內種皮茶褐色，果柄光滑。種實可榨油。雄球花為穗狀圓柱形，單生於葉腋，多呈分枝狀，長1.8至2.5厘米，總梗粗而短，基部有少數三角狀苞片，雌球花為單生葉腋，較少成對腋生，基部有數枚苞片，開花後與羅漢松不同，竹柏種托已經退化，苞片並不會肥大成肉質種托。

## 習性
竹柏生長緩慢，喜温暖环境，不耐湿亦不耐旱，稍耐寒。為中性偏陰樹種，幼株極為耐陰，成年後則可接受較強的光照。

## 繁殖
竹柏可以利用播種和扦插繁殖。播種可將竹柏種子除去外種皮，泡水一天，將浮於水面的不良種子剔除，沉於水的種子即可播種， 一年四季皆可播種，但春夏氣溫較溫暖可加速發芽。

## 用途
竹柏生長緩慢，質地堅重，遇火時不易燃燒，木材可供建築、雕刻之用，樹皮可用作提煉染料之用。竹柏邊材淡黃白色，心材色暗，條紋理直，硬度適中，比重0.47至0.53，容易加工，耐久度高。是建築、造船、家具、器具及工藝用材優良的用材。幼株可供 盆栽及 盆景，成株可作為庭園樹，種仁油供食用及工業用油。

## 其他
為台灣新竹縣之縣樹。
另有圓葉竹柏、斑葉竹柏及白葉竹柏等品系

## 分佈
竹柏分佈於中國東南部低、中海拔常綠闊葉樹森林，最高達海拔1600米之高山地帶，台灣(1906年首度引進種植)，日本、琉球、屋久島及九州、四國等地。在台灣之原生分布於北部中低海拔文山地區及南部恒春半島之北大武山區。

## 現況
竹柏被IUCN紅色名錄近危物種，在1996年時已評估竹柏在台灣為極危物種（CR），園藝貿易的非法挖掘亦導致竹柏減少。

## 外部連結
- 竹柏种子 （页面存档备份，存于）
- 台北植物園-植物資料庫(竹柏) （页面存档备份，存于）
- 竹柏 Zhubai （页面存档备份，存于） 藥用植物圖像資料庫 (香港浸會大學中醫藥學院) （繁體中文）（英文）
- 台灣大百科全書 竹柏 （页面存档备份，存于）
- 竹柏Nageia nagi (Thunb.) O.Ktze. Nagai podocarpus